# Syrphus changbaishanicus
Syrphus changbaishanicus är en tvåvingeart som beskrevs av Huo 2006. Syrphus changbaishanicus ingår i släktet solblomflugor, och familjen blomflugor. Inga underarter finns listade i Catalogue of Life.